# Dysdera longimandibularis
Dysdera longimandibularis là một loài nhện trong họ Dysderidae.
Loài này thuộc chi Dysdera. Dysdera longimandibularis được miêu tả năm 1905 bởi Nosek.